# Шовинизъм
Шовинизмът е крайно поддържане на собствената група, съчетано със злонамереност и омраза към съперничеща група. На български обикновено се използва за краен национализъм. Самият термин произлиза от името на Никола Шовен, легендарен войник, служил на Наполеон Бонапарт и станал известен с фанатичната си преданост. Терминът става популярен след сатиричното изобразяване на Шовен във френската пиеса La Cocarde Tricolore (Трицветната кокарда), поставена от братя Коняр през 1831 г.
Произходът и първоначалната употреба на термина подсказват, че той е станал синоним за краен национализъм или патриотизъм. Във Великобритания се използва терминът джингоизъм.
Хана Аренд пише в своята статия „Империализъм, национализъм, шовинизъм“:
| „ | Шовинизмът е почти естествен резултат от националното схващане дотолкова, доколкото той произтича пряко от старата идея за „националната мисия“... Мисията на нацията може прецизно да се тълкува като осветляването на други, по-злочести народи, които по някаква причина като по чудо са оставени от историята без национална мисия. Стига това схващане да не прерасне в шовинистка идеология и да остане в относително неясната сфера на национална или дори националистическа гордост, то често резултира в добре развито чувство за отговорност за благополучието на изостаналите народи. | “ |

## Друго значение
Понякога като шовинизъм се определя и омаловажаващото отношение на мъжете към жените и то се нарича мъжки шовинизъм от феминистките. За тях този израз е равносилен на антиженски сексизъм. По подобен начин, идеята че хетеросексуалността е единствената възможна и допустима сексуалност, понякога се нарича хетерошовинизъм или хетеросексуален шовинизъм.